# Einstützenraum

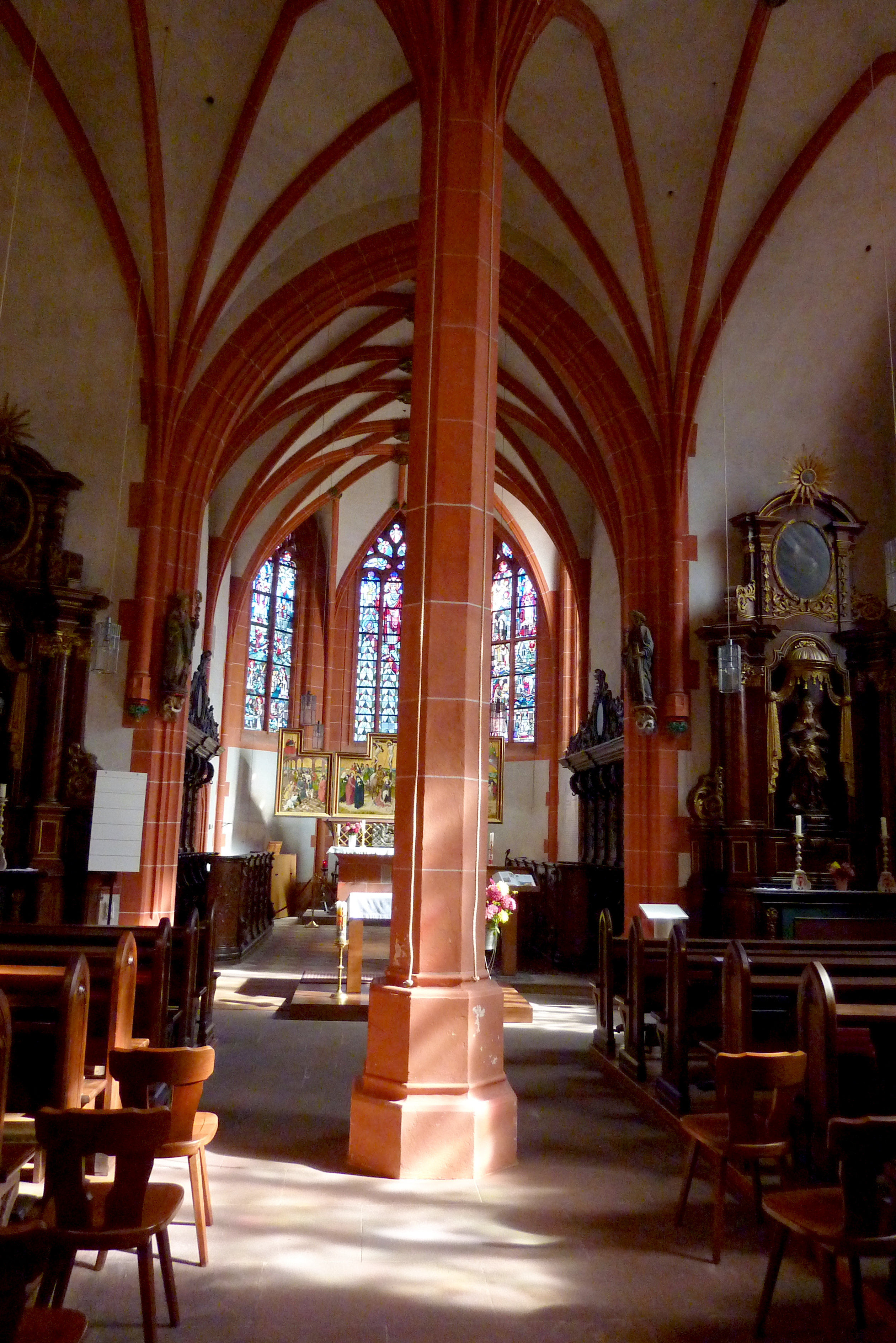
Kapelle des Cusanusstiftes in Bernkastel-Kues

Ein Einstützenraum ist eine Sonderform der Pfeileranordnung in gotischen Räumen. 

## Bautypus

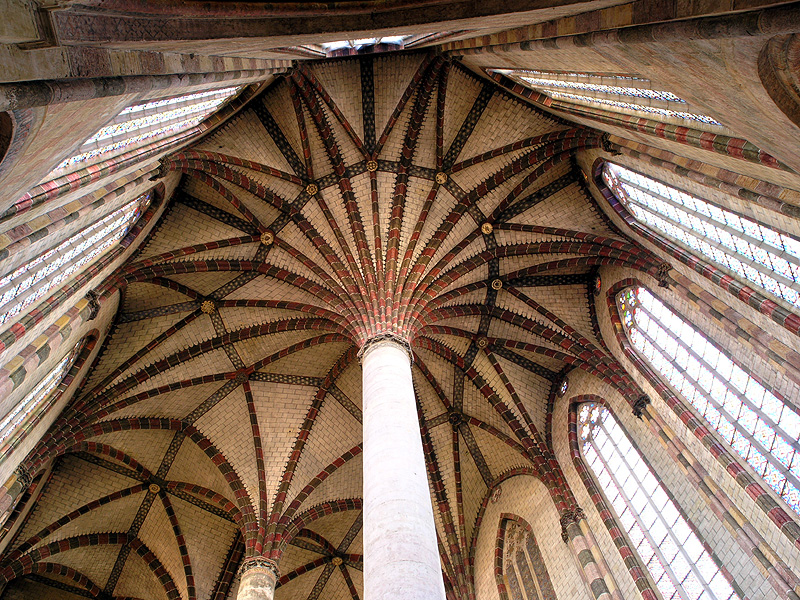
Palmettenpfeiler in der Apsis des Jakobinerkonvents in Toulouse

Im Einstützenraum trägt eine zentrale Stütze das Gewölbe des Raumes. Diesen Bautypus gibt es sowohl als liturgisch genutzten Raum (Kirche, Kapelle) als auch als Funktionsbau in sakralem Kontext, etwa als Kapitelhaus oder Bibliotheksraum. Neben „echten“ Einstützenbauten, also Räumen, in denen abgesehen von den Außenwänden nur eine mittig angeordnete Säule steht, werden auch Chorabschlüsse von zweischiffigen Kirchen dazu gerechnet. Hierzu zählen z. B.:
- Ediger, St. Martin
- Toulouse, Jakobinerkonvent[3]
  - Kirche
  - Kapitelsaal

Einstützenräume entstehen auch, wenn kleine, einschiffige Kirchen nachträglich um ein Schiff erweitert werden oder wenn quadratische Räume mit großer Spannweite unter Verwendung einer Mittelstütze nachträglich eingewölbt werden (so zum Beispiel bei den Dorfkirchen in Recknitz und Börnicke bei Bernau). Sie sind auch in Profanbauwerken zu finden, so zum Beispiel im Rathaus Tangermünde.

## Geschichte
Entstanden ist diese Form als Bautyp in der zweiten Hälfte des 14. Jahrhunderts in Böhmen, von wo aus er den Weg nach Österreich fand. Ab dem 15. Jahrhundert wurde diese Bauweise von Nikolaus von Kues nach Deutschland eingeführt und in der von ihm gestifteten Hospital-Kirche in Bernkastel-Kues ab 1452 verwendet. Von dort verbreitete er sich in der Region weiter.
Auch nördlich von Böhmen, in Sachsen und weiter nördlich in die Oberlausitz, verbreiteten sich aus dem böhmischen Raum Einstützenkirchen.

## Verbreitung

### Böhmen (Tschechien)

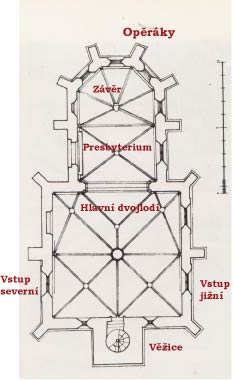
Grundriss von St. Maria auf dem Rasen, Prag

- Prag, St. Maria auf dem Rasen (P. Marie na slup), ab 1360 und nach Zerstörungen in den Hussitenkriegen bis 1480[9]
- Vetlá, Pfarrkirche St. Jakob, 1390[9]

### Polen
- Muchobór Wielki (Groß Mochbern), Pfarrkirche[9]
- Mariä Himmelfahrt (Zbylutów), älteste Einstützenkirche im Erzbistum Breslau

### Österreich
- Allerheiligenkapelle in St. Peter bei Freistadt, nach 1370

### Deutschland

#### Bayern
- St. Magdalena (Hausbach), gotischer Umbau einer romanischen Rundkirche
- St. Peter und Paul (Oberbuch), gotische zweischiffige Hallenkirche mit Sterngewölbe

#### Mosel-Eifel-Region

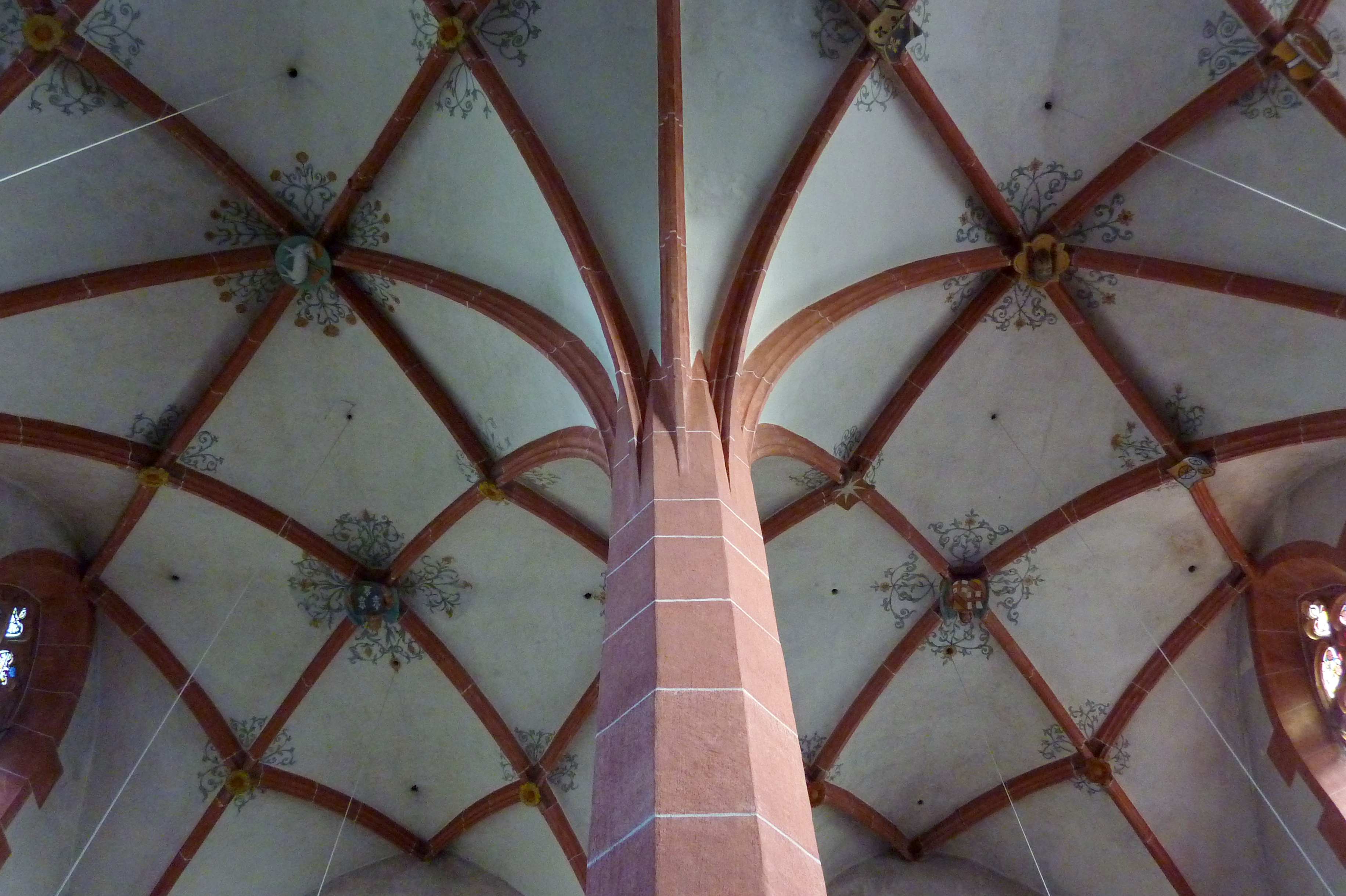
Wallfahrtskirche Mater Dolorosa in Lutzerath-Driesch

- Bernkastel-Kues, St. Nikolaus-Hospital
  - Hospital-Kirche, ab 1452
  - Bibliotheksraum über der Sakristei, 1494/1495 (dendrochronologische Datierung[9])
- Kerpen, ehemalige Burgkapelle, 16. Jahrhundert[10]
- Klausen, Bibliotheksraum über der Sakristei der Wallfahrtskirche Maria Heimsuchung, 1491
- Kronenburg, St. Johann Baptist, kurz nach 1500[11]
- Lutzerath-Driesch, Wallfahrtskirche Mater Dolorosa, 1477/1478[11]
- Meckel, ehemalige Pfarrkirche St. Bartholomäus, die heute als Friedhofskapelle genutzt wird.
- Merl, Sakristei der Kirche St. Michael, ehemals vielleicht der Kapitelsaal, 15. Jahrhundert[12]
- Reil, Wallfahrtskirche, 1842 abgebrochen, 1390 durch Umbau entstandene Einstützenkirche[12]
- Rockeskyll, Pfarrkirche St. Bartholomäus, 1511
- Steinborn, St. Lambertus
- Traben-Trarbach, Evangelische Pfarrkirche, 1491
- Ueß, St. Luzia

#### Ostdeutschland

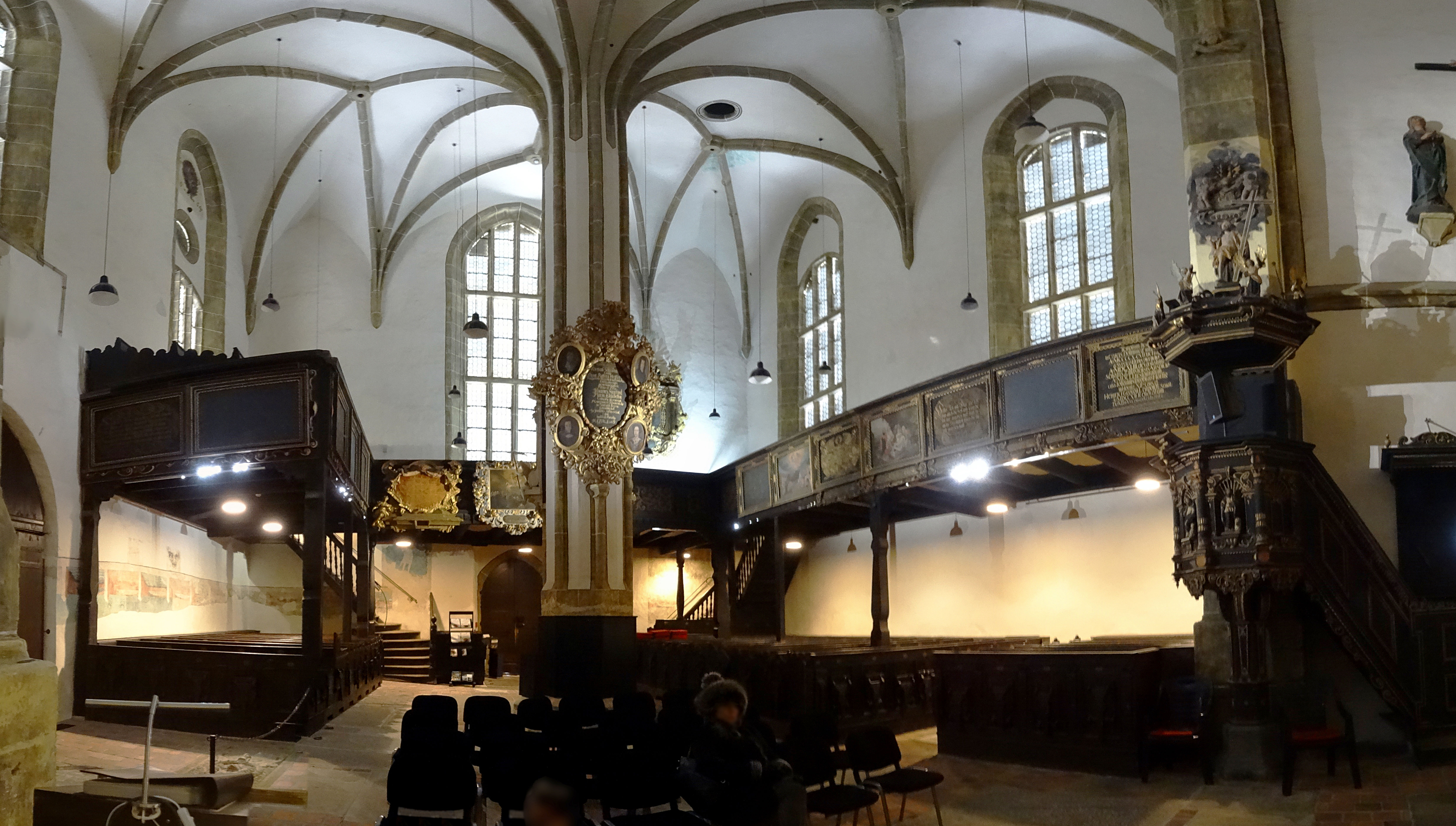
Kreuzkirche, Zittau (Panoramaaufnahme)

- St. Barbara in Ebersbach bei Görlitz
- Erfurt, Predigerkloster, Bibliotheksraum[13]
- Dorfkirche Prohn in Vorpommern
- Rathaus Tangermünde
- Zittau,
  - Kreuzkirche
  - Franziskanerkloster, Sakristei (ehemals: Nikolauskapelle) und Kapitelsaal[14]

### Belgien
- Büllingen, St. Eligius, um 1515[11]
- Weweler, St. Hubertus, kurz nach 1500[11]

### Frankreich
- Paris, Hôtel de Cluny, um 1500[15]
- Toulouse, St-Sernin, Krypta, 11. Jahrhundert[11]

### England

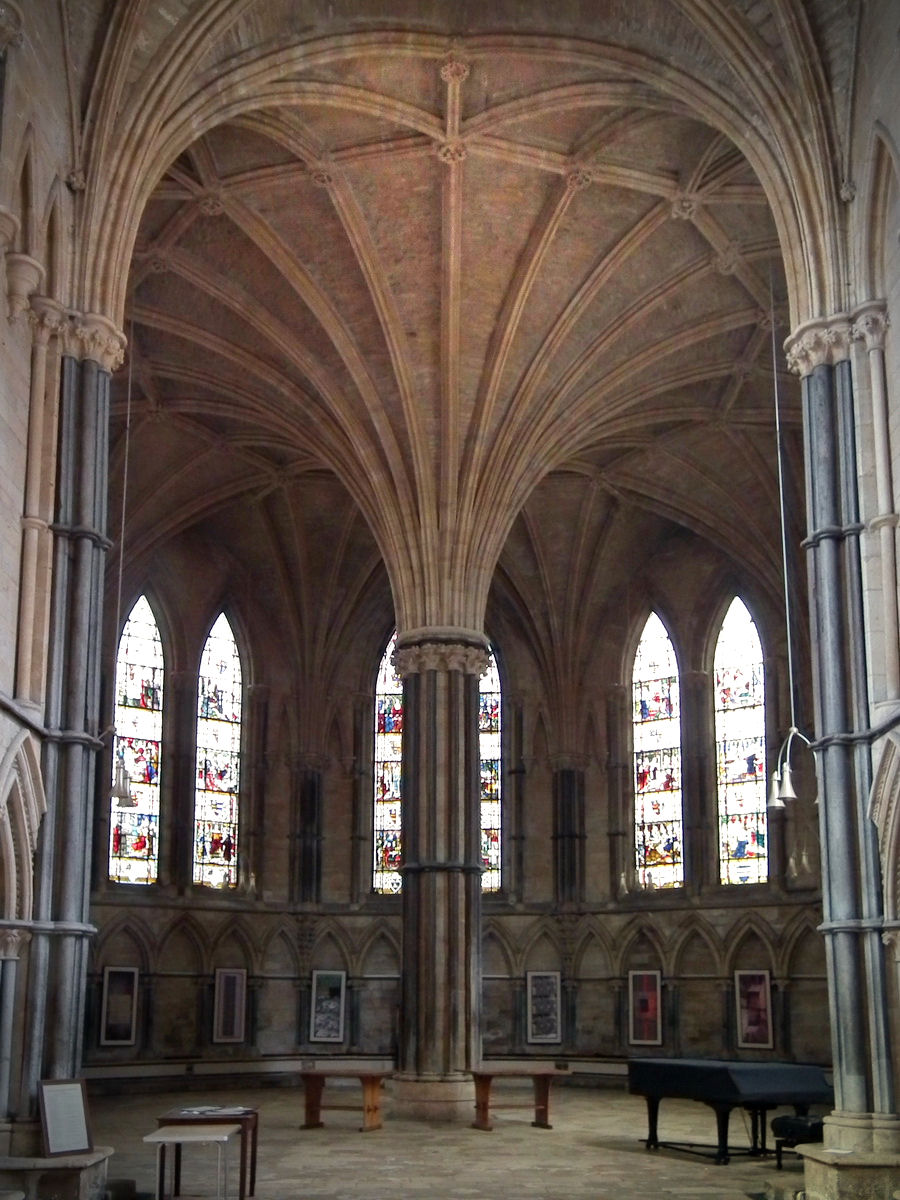
Kapitelsaal der Kathedrale von Lincoln

- Lincoln, Kathedrale von Lincoln, Kapitelsaal
- London, Westminster Abbey, Kapitelsaal